# ديف فروتير
ديف فروتير هو لاعب هوكي جليد كندي، ولد في 17 يونيو 1951 في غريتر سودبوري في كندا.

## وصلات خارجية
- ديف فروتير على موقع دوري الهوكي الوطني (الإنجليزية)
- ديف فروتير على موقع EliteProspects.com (الإنجليزية)
- ديف فروتير على موقع HockeyDB.com (الإنجليزية)
- ديف فروتير على موقع Hockey-Reference.com (الإنجليزية)